# Wanja Geschewa
Wanja Geschewa (bulgarisch Ваня Гешева; * 6. Juni 1960 im Brestovitsa, Oblast Plowdiw) ist eine ehemalige bulgarische Kanutin. 
Wanja Geschewa gewann ihre erste internationale Medaille bei den Weltmeisterschaften 1977 in Sofia als sie zusammen mit Diana Christowa Bronze im Zweier-Kajak gewann. Im Jahr darauf erkämpften Maria Mintschewa, Wanja Geschewa, Iliana Nikolowa und Natascha Janakiewa die Silbermedaille im Vierer-Kajak bei den Weltmeisterschaften in Belgrad. Bei den Olympischen Spielen 1980  in Moskau gewann Geschewa mit anderthalb Sekunden Rückstand auf Birgit Fischer aus der DDR die Silbermedaille im Einer-Kajak. Nach zwei Jahren ohne internationale Medaille erkämpfte sich Geschewa bei den Weltmeisterschaften 1983 die Silbermedaille hinter Fischer. 1984 verpasste Geschewa wegen des Olympiaboykotts die Olympischen Spiele in Los Angeles. 
Bei den Weltmeisterschaften 1986 in Montreal fehlte die Siegerin der letzten vier Weltmeisterschaften Birgit Schmidt(-Fischer) wegen Babypause. Geschewa gewann den Titel im Einer-Kajak vor Kathrin Giese aus der DDR. Im Zweier-Kajak erkämpften Wanja Geschewa und Diana Palijska die Bronzemedaille. Bei den Olympischen Spielen 1988 trafen Geschewa und Schmidt wieder aufeinander, Geschewa gewann mit zwölf Hundertstelsekunden Vorsprung die Goldmedaille. Im Zweier-Kajak siegte Schmidt zusammen mit Anke Nothnagel vor Geschewa und Palijska. Auch im Vierer-Kajak siegte das DDR-Boot mit Birgit Schmidt, hinter dem ungarischen Vierer erkämpften Geschewa, Palijska, Ognjana Petrowa und Borislawa Iwanowa die Bronzemedaille.